# Adelaide Conroy

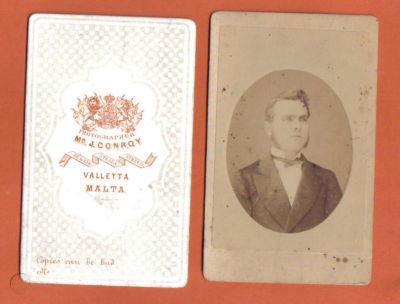
Zadní strana fotografie Jamese Conroye, manžela fotografky

Adelaide Conroy rozená Anceschi (* 23. dubna 1839, Reggio Emilia – ?) byla fotografka z Malty působící aktivně v letech 1871 až 1879.

## Životopis
Adelaide se narodila 23. dubna 1839 Pompiliu Anceschimu a Rosě Bolondiové v Reggio d'Emilia v Itálii. Spolu s Jamesem Conroyem, jeho první manželkou Sarou, jejich novorozencem, Richardem Ellisem, Adelaide přijela na Maltu z Messiny 9. dubna 1861 na lodi jménem Capitole. Dne 17. května 1872 se Valletta Adelaide v anglikánské katedrále provdala za fotografa Jamese Conroye, který o rok dříve přišel o manželku.
Od roku 1870 Adelaide působila na adrese Strada stretta 56, Valletta jako Mrs. Conroy – jedna z fotografek ve studiu Conroy. Mezi únorem a červnem 1878 Adelaide publikovala inzerát jako „Mrs. Conroy, angličtí fotografové, 56 Strada Stretta, Valletta" ve všech 12 vydáních krátkodobého časopisu Enterprise.